# ぴーかぶー
ぴーかぶーは、かつてプロダクション人力舎で活動していたお笑いコンビ。2016年4月30日解散。

## メンバー
田中 希実（たなか のぞみ、1987年3月3日（38歳） - ）
- 東京都港区出身、身長159cm、血液型A型[3]。
- 芸能界への憧れは子供の時からあり歌手、女優を目指していた時もあった[4]。
- 2005年にスクールJCAへ14期生として入学。NSCとどちらに行こうか悩んでいたが、決め手になったのはJCAのパンフレットに載っていた田上よしえの「一緒にご飯行こう」という勧誘コメントだった[5]。
- 同じ人力舎の先輩である北陽に憧れていた事から、養成所内で出会った粕壁遥と女性コンビ「ピーナッツパン」を結成[6]。
- 2007年に2度の単独ライブを行った事がある。（2月4日にミニホール新宿Fu-にて『ごめんくださいませ!』、10月12日・13日にアトリエフォンテーヌにて『ピーピーラムネ』）
- 2011年8月、粕壁の引退に伴いピーナッツパンは解散[7]。ぴーかぶー結成までの間、ピン芸人「のんたなか」として活動していた。
- ぴーかぶー解散後は芸能界を引退しており、東京都渋谷区笹塚の笹塚ボウルに勤務している[8]。

天野 舞（あまの まい、1991年4月16日（33歳） - ）
- 埼玉県児玉郡出身、身長155cm、血液型O型[1]。
- アンタッチャブルら、人力舎所属の芸人たちに感動を覚え、2010年にスクールJCAへ19期生として入学[5]。
- ヒューマンアカデミー芸人養成講座出身の川合亜紀とコンビ「あめんぼ」を結成し、ツッコミを担当。2年半の活動を経て2013年10月に解散[9][10]。
- ぴーかぶー解散後、2017年5月から濱田勉（つーさん!、元サンドウィッチマン・元メインストリート・元閃光少女）とのコンビ「ヒルトヨル」を結成[11]。
- それとは並行しながら、2018年7月よりきったんとのユニット「根菜キャバレー」としても活動を始める[12]。
- 2018年度の『女芸人No.1決定戦 THE W』にて、結成3ヶ月ながら決勝戦へ進出[13]。それに伴いヒルトヨルは2018年10月末をもって解散[14]。
- 同年12月14日付で、根菜キャバレーとしてサンミュージックプロダクションへの正式な所属が決定（実質的に天野のみ人力舎からの移籍という形である）[15]。
- 根菜キャバレーは2021年12月4日に解散し、その後は芸能界を引退している。

## 来歴
- ピーナッツパンの解散後、ピン芸人「のんたなか」として活動していた田中と、あめんぼの解散後、女性の相方を募集していた天野が[16]2014年3月に結成し、同時に、田中はピン芸人「のんたなか」としての活動を終了した[17][18]。
- 2016年4月30日、解散を発表した[19]。解散後、田中は引退。その後、東京都の笹塚ボウルに勤務している[8]。天野は、2017年5月から濱田勉（つーさん!、元サンドウィッチマン・元メインストリート・元閃光少女）とのコンビ「ヒルトヨル」を結成して活動[20]。一方で2018年7月26日開催のライブ「おか女。」にてKittanとのユニット「根菜キャバレー」として初出演[12]。同年のM-1グランプリ及び女芸人No.1決定戦 THE Wで根菜キャバレーとして出場[21][22]。なお、ヒルトヨルは2018年10月いっぱいで解散[14]。

## 出演
田中のピーナッツパン時代の出演はピーナッツパン (お笑いコンビ)#出演の節を、天野の根菜キャバレー結成後の出演は根菜キャバレー#出演の節をそれぞれ参照。

### テレビ
- 学生才能発掘バラエティ 学生HEROES!（テレビ朝日、2014年7月2日）
- クイズ30〜団結せよ!〜（フジテレビ、2014年7月20日）※のんたなかのみ
- 雨上がり決死隊のトーク番組アメトーーク!（テレビ朝日、2015年5月21日）※のんたなかのみ
- PON!（日本テレビ、2015年9月24日）- 「お笑い数うちゃPON!」コーナー
- 公開ネタ見せ番組 輝け!ギャラ3000円芸人（BSスカパー!）
- 女芸人! 春の決起集会2016（日本テレビ、2016年5月2日）

「のんたなか」時代（田中）
- ドデスカ!（メ〜テレ）内のコーナー「ぬいぐるみのラパン」- パパ 役
- ノンストップ!（フジテレビ、2012年9月19日）
- 白黒アンジャッシュ（千葉テレビ放送他、2015年11月17日 - 2017年9月12日） - ナレーター

「あめんぼ」時代（天野）
- 情報満喫バラエティ 週末にしたい10のこと!（日本テレビ、2012年4月28日・6月23日）

### ネット番組
- ニコニコキングオブコメディ（ニコニコ動画） - 田中は「のんたなか」時代も出演